# Maria Vergova-Petkova
Maria Vergova-Petkova (en búlgar: Мария Вергова-Петкова) (Plòvdiv, Bulgària 1950) és una atleta búlgara, ja retirada, especialista en llançament de disc i guanyadora de dues medalles olímpiques.

## Biografia
Va néixer el 3 de novembre de 1950 a la ciutat de Plòvdiv, població situada a la província del mateix nom.

## Carrera esportiva
Va participar, als 25 anys, en els Jocs Olímpics d'Estiu de 1976 realitzats a Mont-real (Canadà), on va aconseguir guanyar la medalla de plata en la prova femenina de llançament de disc en finalitzar just per darrere de l'alemanya oriental Evelin Schlaak, un fet que es repetí en els Jocs Olímpics d'Estiu de 1980 realitzats a Moscou (Unió Soviètica).
Al llarg de la seva carrera ha guanyat una medalla de bronze en el Campionat del Món d'atletisme, una medalla de plata en el Campionat d'Europa d'atletisme i dues medalles d'or a les Universíades.